# Mångkulturellt centrum
Mångkulturellt centrum drivs av den kommunala Stiftelsen Mångkulturellt Centrum, som bildades 1987 av Botkyrka kommun under namnet Stiftelsen Sveriges invandrarinstitut och museum. MKC har stöd från Statens kulturråd, Stockholms läns landsting och Botkyrka kommun. Syftet med verksamheten är att skapa bred och djup kunskap om hur migration i vid mening påverkar sociala och kulturella villkor samt kommunicera denna kunskap till olika målgrupper. 
MKC är medlem i paraplyorganisationen European Network Against Racism(en).
Verksamhetsidé: "Genom forskning, utbildning och konstnärliga uttryck ger vi mångfalden en mötesplats och röst." Vision: "Alla ser mångfalden som en självklar del av det svenska samhället."
Mångkulturellt centrum bedriver verksamhet på Fittja gård. Mitt emot den gamla huvudbyggnaden står ett nybyggt hus från 2003 med öppen verksamhet som utställningar, bibliotek, öppen verkstad, programverksamhet och restaurang.

## Verksamhet
Mångkulturellt centrum anordnar utställningar och utbildningar med inriktning på migration och mångfald.

### Medarbetare
Bland annat:
- Edda Manga
- René León Rosales
- Saadia Hussain

### Finansiering
Det är i första hand Botkyrka kommun som finansierar MKC, jämte landsting och statliga bidrag.
År 2007 fick centret ett på 5,5 miljoner skattemedel.
År 2008 hade centret svårt att få ekonomin att gå ihop och hade 3 miljoner i skulder till Botkyrka kommun.
År 2018 hade MKC en omsättning på 20,7 miljoner kronor och fick en miljon i verksamhetsstöd ifrån Region Stockholm. Utöver detta fick MKC skattemedel ifrån Statens kulturråd och som tidigare Botkyrka kommun.

### Stiftelse
Stiftelsens styrelse har sju ledamöter som utses av kommunfullmäktige i Botkyrka kommun. Region Stockholm (Stockholms Läns Landsting vid stiftelsens bildande) har rätt att utse en ledamot och Södertörns Högskola har rätt att utse en ledamot. Mandattiden för styrelsen är fyra år. Ordförande och vice ordförande utses av Botkyrka kommun.

## Egna utställningar i urval
- En för alla, alla för vem? (2017 - pågående)
- Internationell psykos! (2016)
- Nationell psykos! (2014)
- Dressing Swedish (2014)
- Varning för ras, producerad i samarbete med Botkyrka folkhögskola och Mellanförskapet  (2012-2014)[5]
- Var Strindberg rasist? (2012)
- Tillsammans – en utställning om att leva, tänka och handla tillsammans (2011)
- Den våldsamma staden (2009)
- ”God smak” (2006)
- Hälsa familjen! En utställning om samhällets idealcell – lika trivial som avgörande (2008)
- Känsla för hår (2004)
- Blod och andra band (2003)

### Målningen "Vila i frid"
Mångkulturellt centrum satte tillsammans med kommunala Botkyrkabyggen upp målningen "Vila i frid" på ett parkeringsgarage i Fittja. Föreställningen föreställde tre män som dött i relativt unga år. Målningen uppmärksammades för att en av personerna på målningen sköts till döds av polis då han deltog i ett rån mot en guldsmedsbutik i Södertälje och de andra två hade ett kriminellt förflutet.